# 2025 en science-fiction
| Années de la science-fiction : 2022 - 2023 - 2024 - 2025 - 2026 - 2027 - 2028    |
| Décennies de la science-fiction : 1990 - 2000 - 2010 - 2020 - 2030 - 2040 - 2050 |

L'année 2025 est marquée, en matière de science-fiction, par les événements suivants.

## Naissances et décès

### Décès
- 26 mars : Kerry Greenwood, écrivain australienne, née en 1954, morte à 70 ans.
- 6 mai : Barry B. Longyear, écrivain américain, né en 1942, mort à 82 ans.
- 24 mai : Peter David, écrivain américain, né en 1956, mort à 68 ans.
- 15 août : Greg Iles, écrivain américain, né en 1960, mort à 65 ans.

## Prix

### Prix Hugo
- Roman : The Tainted Cup par Robert Jackson Bennett
- Roman court : Défense d'extinction (The Tusks of Extinction) par Ray Nayler
- Nouvelle longue : The Four Sisters Overlooking the Sea par Naomi Kritzer (en)
- Nouvelle courte : Stitched to Skin Like Family Is par Nghi Vo
- Série littéraire : Entre terre et ciel (en) (Between Earth and Sky) par Rebecca Roanhorse
- Livre non-fictif ou apparenté : Speculative Whiteness: Science Fiction and the Alt-Right par Jordan S. Carroll
- Histoire graphique : Star Trek: Lower Decks: Warp Your Own Way, écrit par Ryan North, dessiné par Chris Fenoglio
- Présentation dramatique (format long) : Dune, deuxième partie (Dune: Part Two), film réalisé par Denis Villeneuve, écrit par Jon Spaihts et Denis Villeneuve d'après le roman de Frank Herbert
- Présentation dramatique (format court) : Star Trek: Lower Decks : La Prochaine Nouvelle Génération (The New Next Generation), épisode écrit par Mike McMahan (en), réalisé par Megan Lloyd
- Éditeur de nouvelles : Neil Clarke (en)
- Éditeur de romans : Diana M. Pho
- Artiste professionnel : Alyssa Winans
- Magazine semi-professionnel : Uncanny Magazine (en), édité par les rédacteurs en chef Lynne M. Thomas (en) et Michael Damian Thomas, éditeur chargé de la poésie Betsy Aoki, rédacteur en chef Monte Lin ; podcast produit par Erika Ensign et Steven Schapansky
- Magazine amateur : Black Nerd Problems, édité par William Evans et Omar Holmon
- Podcast amateur : Eight Days of Diana Wynne Jones par Emily Tesh et Rebecca Fraimow
- Écrivain amateur : Abigail Nussbaum
- Artiste amateur : Sara Felix
- Poème : A War of Words par Marie Brennan
- Prix Lodestar du meilleur livre pour jeunes adultes : Sheine Lende par Darcie Little Badger
- Prix Astounding : Moniquill Blackgoose
- Jeu vidéo ou jeu interactif : Caves of Qud par Brian Bucklew et Jason Grinblat (contribution par Nick DeCapua, Corey Frang, Craig Hamilton, Autumn McDonell, Bastia Rosen, Caelyn Sandel, Samuel Wilson (Freehold Games) ; conception sonore A Shell in the Pit ; publié par Kitfox Games (en)

### Prix Locus
- Roman de science-fiction : The Man Who Saw Seconds par Alexander Boldizar (en)
- Roman de fantasy : Quand vient la sorcière (A Sorceress Comes to Call) par T. Kingfisher
- Roman d'horreur : Bury Your Gays par Chuck Tingle
- Roman pour jeunes adultes : Moonstorm par Yoon Ha Lee
- Premier roman : Someone You Can Build a Nest In par John Wiswell (en)
- Roman court : What Feasts at Night par T. Kingfisher
- Nouvelle longue : By Salt, By Sea, By Light of Stars par Premee Mohamed (en)
- Nouvelle courte : Why Don’t We Just Kill the Kid in the Omelas Hole par Isabel J. Kim (en)
- Recueil de nouvelles : Le Lac des âmes (Lake of Souls) par Ann Leckie
- Anthologie : The Black Girl Survives in This One par Desiree S. Evans et Saraciea J. Fennell, éds.
- Livre non-fictif : Afro-Centered Futurisms in Our Speculative Fiction par Eugen Bacon (en), éd.
- Livre d'art : The Last Unicorn par Peter S. Beagle, dessin par Thomas Kidd (en)
- Éditeur : Neil Clarke (en)
- Magazine : Clarkesworld (en)
- Maison d'édition : Subterranean Press (en)
- Artiste : Charles Vess
- Prix spécial (favorisation de l'excellence dans la carrière professionnelle) : Ignyte Awards (en)

### Prix British Science Fiction
- Roman :
- Fiction plus courte :
- Fiction courte :

### Prix Arthur-C.-Clarke
- Lauréat : Mademoiselle Robot (Annie Bot) par Sierra Greer (en)

### Prix Sidewise
- Format long :
- Format court :

### Prix E. E. Smith Memorial
- Lauréat : Ian Randall Strock

### Prix Theodore-Sturgeon
- Lauréat :

### Prix Lambda Literary
- Fiction spéculative :

### Prix Seiun
- Roman japonais : Ascendance of a Bookworm par Miya Kazuki

### Grand prix de l'Imaginaire
- Roman francophone : L'Ost céleste, par Olivier Paquet, éd. L'Atalante.
- Nouvelle francophone : Les Essaims par Chloé Chevalier

### Prix Kurd-Laßwitz
- Roman germanophone :

## Sorties audiovisuelles

### Films
- Avatar : De Feu et de Cendres par James Cameron.
- Jurassic World : Renaissance de Gareth Edwards
- Predator: Badlands de Dan Trachtenberg

### Séries
- Alien: Earth.
- Andor, saison 2.
- Doctor Who, troisième série, saison 2.
- Tales of the Underworld

## 2025 dans la fiction
- Le roman Running Man de Stephen King, paru en 1982 sous le pseudonyme de Richard Bachman, se déroule en 2025.